# Аеродром Кишињев
Међународни аеродром Кишињев (: , : ) (рум. Compania Aeroportul Internaţional Chişinău) је аеродром која се налази код Кишињева, Молдавија. Терминал је саграђен током 1970-их са капацитетом од 1.200.000 путника годишње.
На аеродрому је смештена база националне авио-компаније, Ер Молдове. Такође су и Молдавијан ерлајнс, Тандем Аеро и Вичи базирани на аеродрому.

## Авио-компаније и дестинације
Следеће авио-компаније користе Аеродром Кишињев (од марта 2008):
- ерБалтик (Виљњнус, Рига)
- Ер Молдова (Атина, Беч, Букурешт-Отопени, Истанбул-Ататурк, Ларнака, Лисабон, Лондон-Станстед, Мадрид [почиње од 2. априла 2008.], Милано-Малпенса, Москва-Домодедово, Париз-Шарл де Гол, Праг, Рим-Леонардо да Винчи, Санкт Петербург [почиње од 16. априла 2008.], Стокхолм-Арланда [почиње од 16. априла 2008.], Франкфурт)
- Карпатер (Темишвар)
- Меридиана (Верона, Каглиари, Милано-Малпенса, Рим-Леонардо да Винчи)
- Молдавијан ерлајнс (Будимпешта, Темишвар)
- Остријан ерлајнс (Беч)
- С7 ерлајнс (Москва-Домодедово)
- Тандем Аеро (Кијев-Бориспил, Тел Авив)ж
- ТАРОМ (Букурешт-Отопени)
- Теркиш ерлајнс (Истанбул-Ататурк)